# Campionati mondiali di skeleton 2021
I Campionati mondiali di skeleton 2021 sono stati la ventinovesima edizione della rassegna iridata dello skeleton, manifestazione organizzata negli anni non olimpici dalla Federazione Internazionale di Bob e Skeleton; si sono tenuti dall'11 al 13 febbraio 2021 ad Altenberg, in Germania, sulla pista ENSO-Eiskanal Altenberg, la stessa sulla quale si svolsero le rassegne iridate del 1994, del 1999, del 2008 e del 2020. Furono disputate gare in tre differenti specialità: nel singolo donne, nel singolo uomini e nella gara a squadre; la località della Sassonia ha quindi ospitato le competizioni iridate per la quinta volta nel singolo femminile e maschile e per la seconda nella gara a squadre. Anche questa edizione dei mondiali, come ormai da prassi iniziata nella rassegna di Schönau am Königssee 2004, si è svolta contestualmente a quella di bob.
Inizialmente la rassegna avrebbe dovuto svolgersi a Lake Placid negli Stati Uniti d'America, ma per via delle restrizioni imposte a causa della pandemia di COVID-19 è stata spostata ad Altenberg. Inoltre a causa della vicenda doping emersa dopo i Giochi olimpici di Soči 2014 e delle sanzioni conseguenti, la squadra nazionale russa non poté prendere parte alla rassegna iridata esibendo il proprio nome, la propria bandiera e il proprio inno nazionale. Tutte le atlete e gli atleti hanno gareggiato sotto la sigla "BFR", acronimo di Bobsleigh Federation of Russia (Federazione Russa di Bob).

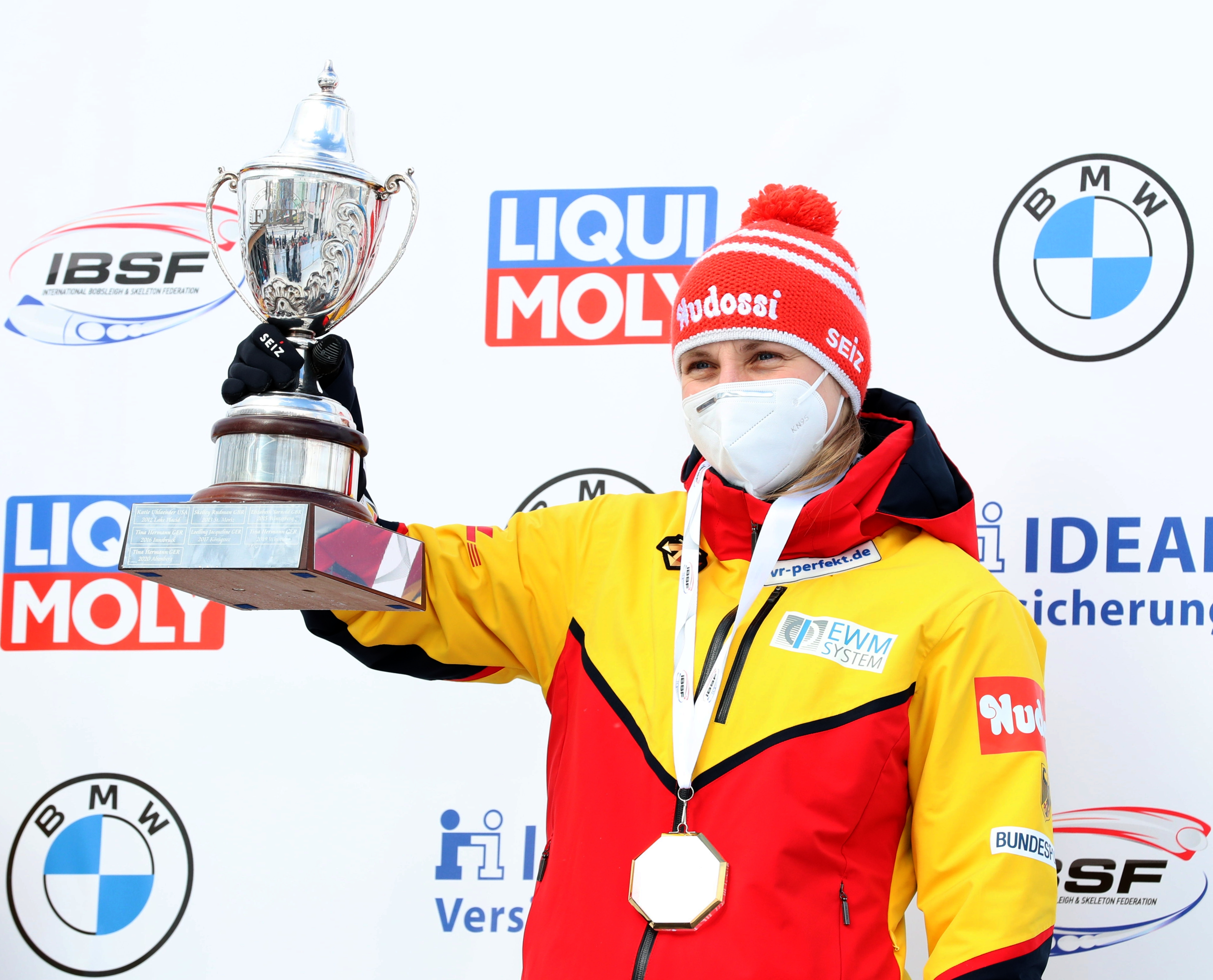
Tina Hermann solleva il suo quarto trofeo di campionessa del mondo individuale, il terzo consecutivo

Dominatrice del medagliere è stata la Germania, capace di aggiudicarsi tutti e tre i titoli in palio e sei medaglie sulle nove a disposizione in totale. Le vittorie sono state conquistate nel singolo femminile da Tina Hermann, al suo quarto titolo mondiale nel singolo (il terzo consecutivo), la quale aggiunse questo ai successi ottenuti nelle edizioni del 2016, del 2019 e del 2020; nel singolo uomini Christopher Grotheer bissò l'alloro iridato vinto nella precedente edizione, mentre nella gara a squadre il titolo è andato alla coppia composta dagli stessi Hermann e Grotheer.
Tra i protagonisti della rassegna iridata coloro che son riusciti a salire per due volte sul podio, oltre a Tina Hermann e Christopher Grotheer, unici ad aver conquistato due medaglie d'oro, furono i connazionali Jacqueline Lölling e Alexander Gassner e i russi Elena Nikitina e Aleksandr Tret'jakov, rappresentanti della Federazione Russa di Bob (BFR).

## Calendario
| Campionati mondiali di skeleton 2021 | Campionati mondiali di skeleton 2021 | Campionati mondiali di skeleton 2021 | Campionati mondiali di skeleton 2021 | Campionati mondiali di skeleton 2021 |
| Febbraio '20                         | 11                                   | 12                                   | 13                                   | Totale                               |
| ------------------------------------ | ------------------------------------ | ------------------------------------ | ------------------------------------ | ------------------------------------ |
| Donne                                | Singolo (1ª e 2ª manche)             | Singolo (3ª e 4ª manche)             |                                      | 1                                    |
| Uomini                               | Singolo (1ª e 2ª manche)             | Singolo (3ª e 4ª manche)             |                                      | 1                                    |
| Misto                                |                                      |                                      | Gara a squadre                       | 1                                    |
| Totale                               |                                      | 2                                    | 1                                    | 3                                    |

## Risultati

### Singolo donne

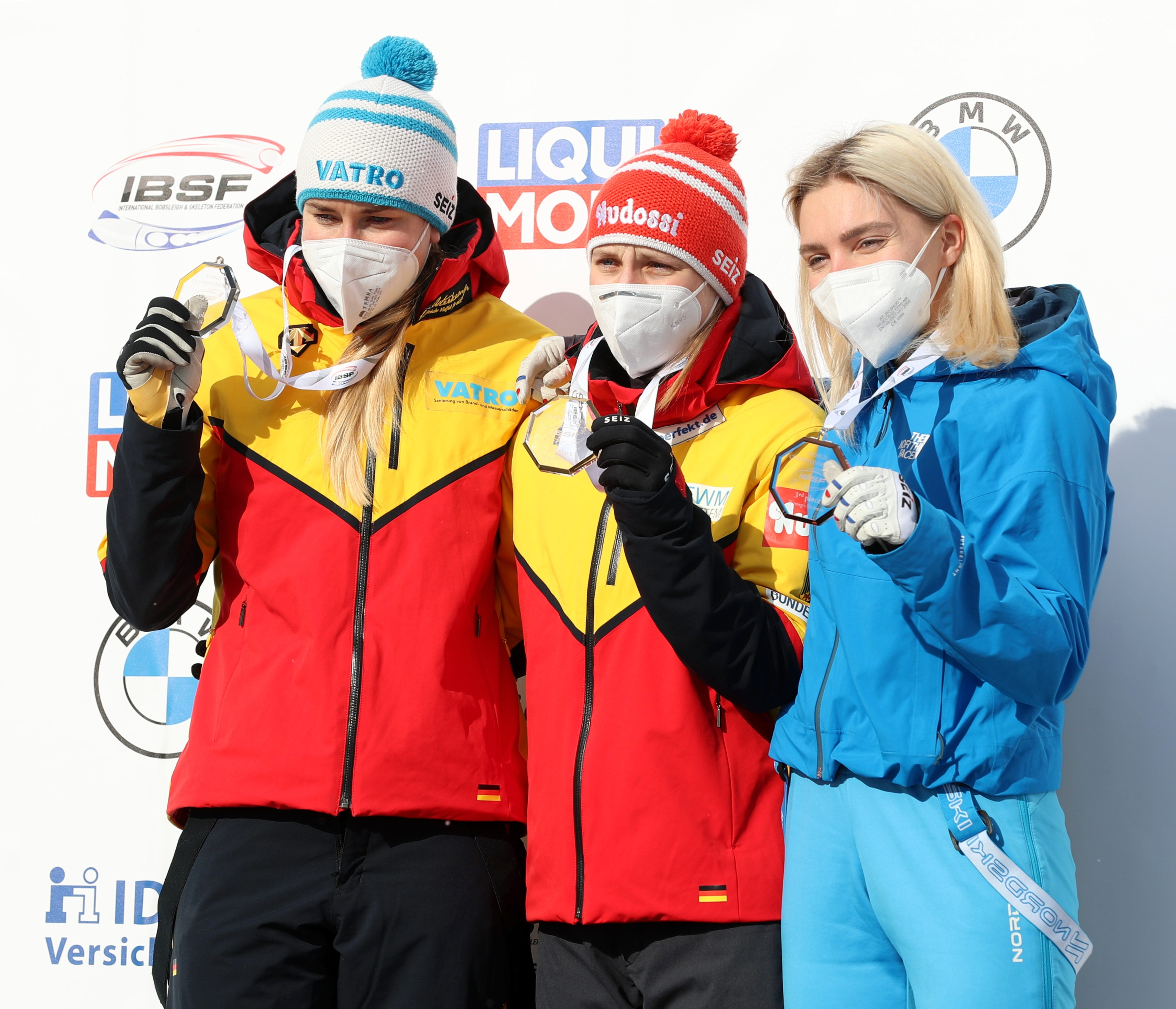
Il podio del singolo femminile: da sinistra Jacqueline Lölling (argento), Tina Hermann (oro) ed Elena Nikitina (bronzo)

La gara si è disputata l'11 e il 12 febbraio 2021 nell'arco di quattro manches e hanno preso parte alla competizione 24 atlete in rappresentanza di 13 differenti nazioni; campionessa uscente era la tedesca Tina Hermann, che ha confermato titolo anche in questa edizione vincendo il suo quarto alloro iridato, il terzo consecutivo, aggiungendolo a quelli conquistati nelle edizioni di Igls 2016, Whistler 2019 e Altenberg 2020; la medaglia d'argento è stata invece vinta dalla connazionale Jacqueline Lölling, in testa alla gara al termine della seconda manche e alla sua quarta medaglia mondiale nel singolo dopo il titolo conquistato nel 2017 e i due argenti colti nel 2015 e nel 2019, mentre quella di bronzo è andata alla russa Elena Nikitina, che in questa rassegna gareggiava per la rappresentativa chiamata BFR (acronimo di Bobsleigh Federation of Russia), al suo secondo podio iridato nel singolo dopo il bronzo colto nel 2016.
| Pos. | Atlete              | Nazione                  | 1ª manche | 2ª manche | 3ª manche | 4ª manche | Totale  | Distacco |
| ---- | ------------------- | ------------------------ | --------- | --------- | --------- | --------- | ------- | -------- |
|      | Tina Hermann        | Germania                 | 58"96     | 58"02     | 57"96     | 58"03     | 3'52"97 | –        |
|      | Jacqueline Lölling  | Germania                 | 58"39     | 58"35     | 58"03     | 58"31     | 3'53"08 | +0"11    |
|      | Elena Nikitina      | Federazione Russa di Bob | 58"32     | 58"53     | 59"03     | 58"77     | 3'54"65 | +1"68    |
| 4    | Alina Tararyčenkova | Federazione Russa di Bob | 58"80     | 58"69     | 58"65     | 58"53     | 3'54"67 | +1"70    |
| 4    | Sophia Griebel      | Germania                 | 58"80     | 58"92     | 58"42     | 58"53     | 3'54"67 | +1"70    |
| 6    | Katie Uhlaender     | Stati Uniti              | 58"62     | 58"83     | 58"60     | 58"83     | 3'54"88 | +1"91    |
| 7    | Hannah Neise        | Germania                 | 58"52     | 59"34     | 58"35     | 58"70     | 3'54"91 | +1"94    |
| 8    | Jane Channell       | Canada                   | 58"86     | 58"96     | 58"48     | 58"65     | 3'54"95 | +1"98    |
| 9    | Kim Meylemans       | Belgio                   | 59"12     | 58"97     | 58"75     | 58"81     | 3'55"65 | +2"68    |
| 10   | Anna Fernstaedt     | Rep. Ceca                | 58"90     | 58"89     | 58"76     | 59"12     | 3'55"67 | +2"70    |

Nota: in grassetto il miglior tempo di manche.

### Singolo uomini

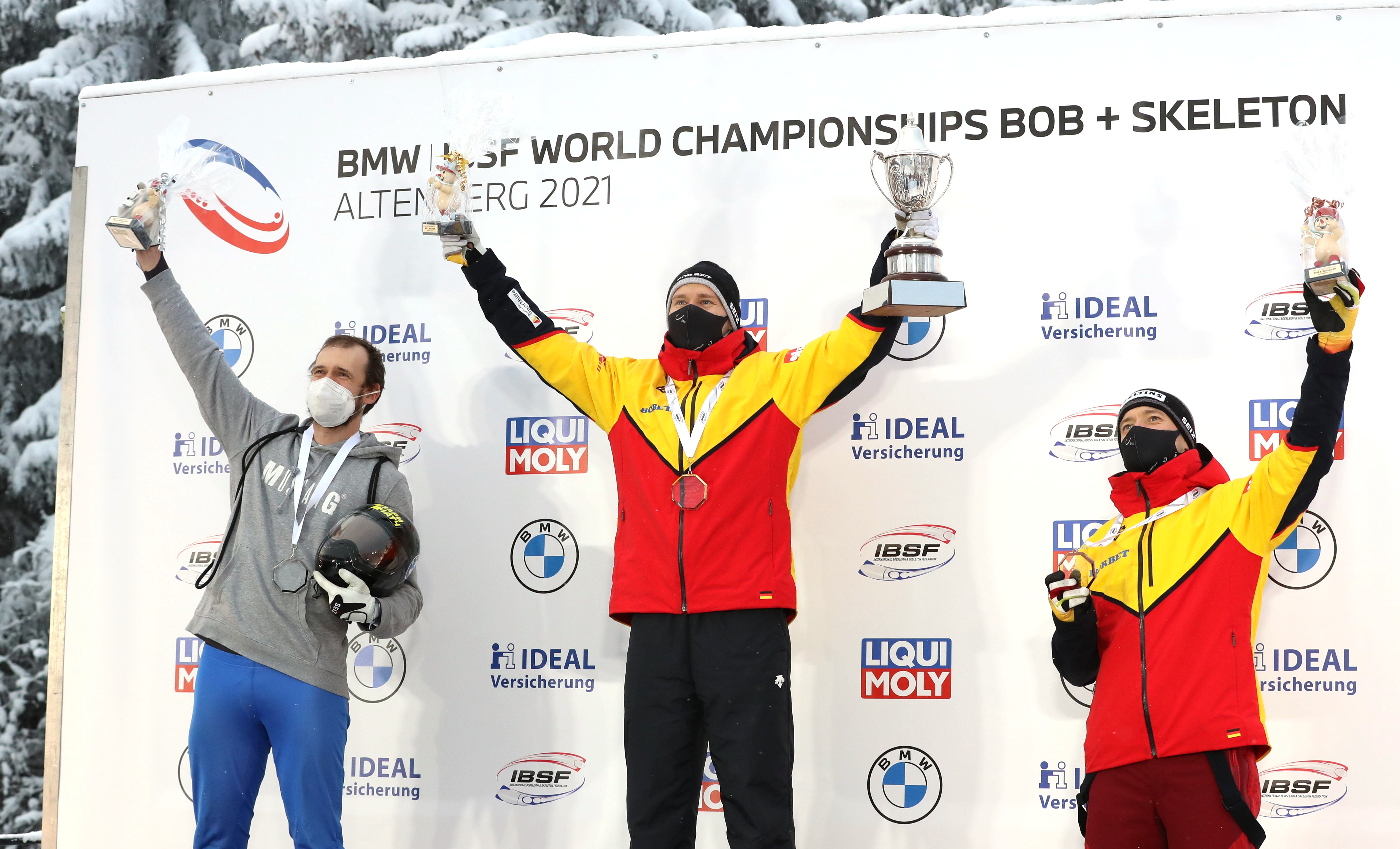
Il podio del singolo maschile: da sinistra Aleksandr Tret'jakov (argento), Christopher Grotheer (oro) e Alexander Gassner (bronzo)

La gara si è disputata l'11 e il 12 febbraio 2021 nell'arco di quattro manches e hanno preso parte alla competizione 32 atleti in rappresentanza di 15 differenti nazioni; campione uscente era il tedesco Christopher Grotheer, il quale riuscì a bissare il titolo anche in questa edizione disputatasi nella medesima località, davanti al russo Aleksandr Tret'jakov, che in questa rassegna gareggiava per la rappresentativa chiamata BFR (acronimo di Bobsleigh Federation of Russia), già campione a Sankt Moritz 2013 e alla sua quarta medaglia d'argento (la sesta in totale) nel singolo, mentre il bronzo è stato vinto dall'altro tedesco Alexander Gassner, confermando il terzo posto ottenuto nell'edizione del 2020.
| Pos. | Atleti               | Nazione                  | 1ª manche | 2ª manche | 3ª manche | 4ª manche | Totale  | Distacco |
| ---- | -------------------- | ------------------------ | --------- | --------- | --------- | --------- | ------- | -------- |
|      | Christopher Grotheer | Germania                 | 56"74     | 56"62     | 56"36     | 56"59     | 3'46"31 | –        |
|      | Aleksandr Tret'jakov | Federazione Russa di Bob | 56"58     | 56"72     | 56"63     | 56"66     | 3'46"59 | +0"28    |
|      | Alexander Gassner    | Germania                 | 56"95     | 57"01     | 56"84     | 56"71     | 3'47"51 | +1"20    |
| 4    | Felix Keisinger      | Germania                 | 56"65     | 56"69     | 57"02     | 57"38     | 3'47"74 | +1"43    |
| 5    | Evgenij Rukosuev     | Federazione Russa di Bob | 57"04     | 56"75     | 56"89     | 57"11     | 3'47"79 | +1"48    |
| 6    | Nikita Tregubov      | Federazione Russa di Bob | 57"24     | 56"97     | 57"29     | 57"52     | 3'49"02 | +2"71    |
| 7    | Tomass Dukurs        | Lettonia                 | 57"03     | 57"34     | 57"34     | 57"42     | 3'49"13 | +2"82    |
| 8    | Amedeo Bagnis        | Italia                   | 57"42     | 57"49     | 57"26     | 57"32     | 3'49"49 | +3"18    |
| 9    | Florian Auer         | Austria                  | 57"62     | 57"39     | 57"45     | 57"28     | 3'49"74 | +3"43    |
| 10   | Mattia Gaspari       | Italia                   | 57"52     | 57"24     | 57"51     | 57"56     | 3'49"82 | +3"52    |

Nota: in grassetto il miglior tempo di manche.

### Gara a squadre

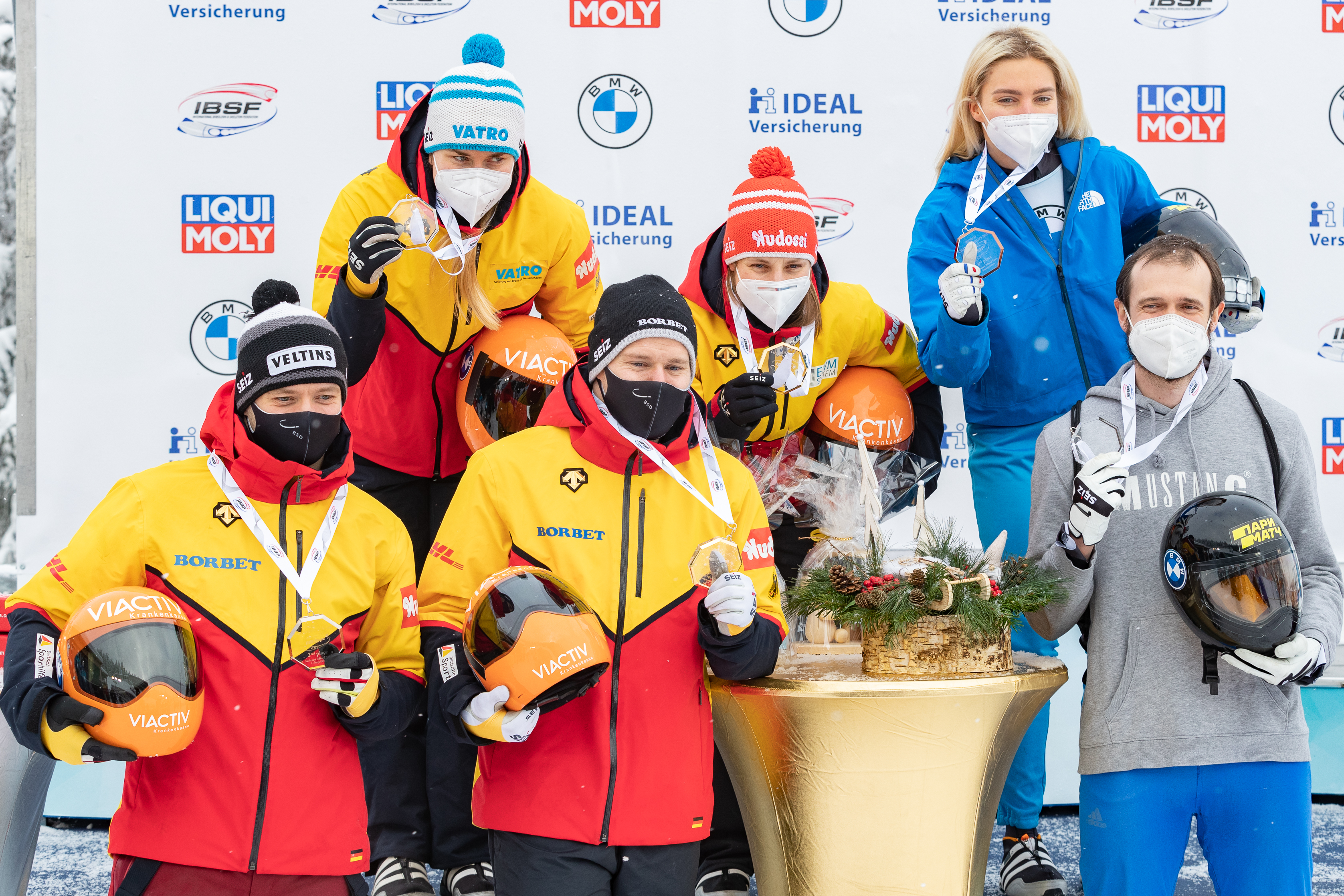
Il podio della gara a squadre: da sinistra Alexander Gassner e Jacqueline Lölling (GER-2, argento), Christopher Grotheer e Tina Hermann (GER-1, oro), Elena Nikitina e Aleksandr Tret'jakov (BFR-1, bronzo)

La gara è stata disputata il 13 febbraio 2021 e ogni squadra nazionale ha potuto prendere parte alla competizione con al massimo due formazioni; nello specifico la prova ha visto la partenza di una skeletonista e di uno skeletonista per ognuna delle 12 coppie (di cui una non si è presentata alla partenza) rappresentanti 7 differenti nazioni, che hanno gareggiato ciascuno in una singola manche; la somma totale dei tempi così ottenuti ha laureato campione la squadra tedesca di Tina Hermann e Christopher Grotheer, entrambi vincitori anche nelle rispettive gare individuali e con Tina Hermann alla terza medaglia d'oro a squadre dopo quelle ottenute nel 2015 e nel 2016 e Grotheer al secondo successo dopo quello del 2019; la medaglia d'argento è andata alla seconda compagine tedesca composta da Jacqueline Lölling e Alexander Gassner, entrambi campioni uscenti, mentre il bronzo è stato vinto dalla rappresentativa BFR (acronimo di Bobsleigh Federation of Russia), costituita dai russi Elena Nikitina e Aleksandr Tret'jakov, entrambi già argento nel 2016 e Tret'jakov bronzo anche nel 2015.
| Pos. | Squadra                     | Atlete/i                             | Frazione femminile | Frazione maschile | Totale  | Distacco |
| ---- | --------------------------- | ------------------------------------ | ------------------ | ----------------- | ------- | -------- |
|      | Germania I                  | Tina Hermann Christopher Grotheer    | 58"40              | 57"01             | 1'55"41 | –        |
|      | Germania II                 | Jacqueline Lölling Alexander Gassner | 58"62              | 56"93             | 1'55"55 | +0"14    |
|      | Federazione Russa di Bob I  | Elena Nikitina Aleksandr Tret'jakov  | 58"64              | 56"92             | 1'55"56 | +0"15    |
| 4    | Gran Bretagna I             | Laura Deas Matt Weston               | 58"99              | 56"99             | 1'55"98 | +0"57    |
| 5    | Federazione Russa di Bob II | Alina Tararyčenkova Evgenij Rukosuev | 58"81              | 57"40             | 1'56"21 | +0"80    |
| 6    | Austria                     | Janine Flock Florian Auer            | 59"15              | 57"84             | 1'56"99 | +1"58    |
| 7    | Gran Bretagna II            | Ashleigh Fay Pittaway Marcus Wyatt   | 59"78              | 57"31             | 1'57"09 | +1"68    |
| 8    | Italia I                    | Valentina Margaglio Amedeo Bagnis    | 59"67              | 57"52             | 1'57"19 | +1"78    |
| 9    | Italia II                   | Alessia Crippa Mattia Gaspari        | 1'00"25            | 57"04             | 1'57"29 | +1"88    |
| 10   | Canada II                   | Elisabeth Maier Kyle Murray          | 59"74              | 58"74             | 1'58"48 | +3"07    |

Nota: in grassetto il miglior tempo di frazione.

## Medagliere
| Pos.   | Nazione                  | Oro | Argento | Bronzo | Totale |
| ------ | ------------------------ | --- | ------- | ------ | ------ |
| 1      | Germania                 | 3   | 2       | 1      | 6      |
| 2      | Federazione Russa di Bob | 0   | 1       | 2      | 3      |
| Totale | Totale                   | 3   | 3       | 3      | 9      |